# 이재건
이재건(1997년 2월 2일 ~ )은 대한민국의 축구 선수이며 현재 포천시민축구단에서 활약하고 있고 포지션은 윙어이다.